# Максиміліан Венглер
Максиміліан Венглер (нім. Maximilian Wengler; нар. 14 січня 1890, Росвайн, Саксонія — пом. 25 квітня 1945, біля Піллау, Східна Пруссія) — німецький воєначальник часів Третього Рейху, генерал-майор (1944) Вермахту. Один з 160 кавалерів Лицарського хреста Залізного хреста з дубовим листям та мечами (1945).

## Нагороди
- Залізний хрест 2-го і 1-го класу
- Орден Заслуг (Саксонія), лицарський хрест 2-го класу з мечами
- Військовий орден Святого Генріха, лицарський хрест (15 жовтня 1914)
- Орден Альберта (Саксонія), лицарський хрест 2-го класу
- Орден «За заслуги» (Баварія) 4-го класу
- Хрест «За заслуги у війні» (Саксен-Мейнінген)
- Нагрудний знак «За поранення» в чорному
- Почесний хрест ветерана війни з мечами
- Застібка до Залізного хреста
  - 2-го класу (20 травня 1940)
  - 1-го класу (19 грудня 1940)
- Медаль «За зимову кампанію на Сході 1941/42» (26 липня 1942)
- Штурмовий піхотний знак в сріблі (10 вересня 1942)
- Лицарський хрест Залізного хреста з дубовим листям
  - лицарський хрест (1 грудня 1942)
  - дубове листя (№404; 22 квітня 1944)
  - мечі (№123; 21 січня 1945)
- Нагрудний знак «За поранення» в сріблі (18 лютого 1943)
- Нагрудний знак ближнього бою
  - в бронзі (5 червня 1943)
  - в сріблі
- Хрест Воєнних заслуг 2-го і 1-го класу з мечами
- Відзначений у Вермахтберіхт

Військова кар'єра
- 28 листопада 1909 — фенріх
- 15 серпня 1910 — лейтенант
- 1916 — обер-лейтенант
- 25 лютого 1919 — гауптман

- серпень 1939 — гауптман резерву
- 1940 — майор резерву
- літо 1942 — оберст-лейтенант резерву
- квітень 1944 — оберст резерву
- 1 жовтня 1944 — генерал-майор резерву